# MOB CFZe 4/4 1001–1002
Die CFZe 4/4 Nummer 1001 und 1002 sind elektrische Meterspur-Triebwagen. Sie wurden 1905 von der Montreux-Berner Oberland-Bahn (MOB) beschafft. Verwandt mit diesen sind vierzehn BCFe 4/4 7–20 und zwei BCFe 4/4 21–22, welche sich nur im Kastenaufbau unterscheiden. Rahmen, Untergestell und elektrische Ausrüstung sind gleich. Hergestellt wurden sie von der Schweizerischen Industrie-Gesellschaft (SIG), die Nummer 1001 mit elektrischer Ausrüstung von der Elektrizitätsgesellschaft Alioth, die Nummer 1002 (so wie BCFe 4/4 12) mit einer elektrischen Ausrüstung von der Maschinenfabrik Oerlikon (MFO).

## Geschichte
Für die Eröffnung der Teilstücke Montbovon – Château-d’Oex – Gstaad (1904) und Gstaad–Zweisimmen (1905) stieg der Bedarf an Fahrzeugen bei der MOB an. Die Bestellungen wurden 1902 und 1903 ausgelöst. Insgesamt wurden 16 Triebwagen, 21 Personenwagen und 42 Güterwagen beschafft. Bei den 16 Triebwagen handelt es sich um die 14 BCFe 4/4 7–20 und diese beiden CFZe 4/4 1001 und 1002.
Drei BCFe 4/4 wurden nachträglich in CFZe 4/4 1003–1005 umgebaut.

## Technisches
Die Fahrzeuge haben einen verblechten Holzkasten, der auf einem genieteten Stahlrahmen ruht. Die Kraftübertragung erfolgt über einen geschlossenen Tatzlager-Antrieb mit zweiteiligen elastischen Zahnrädern. Der Gleichstrom-Motor ist vierpolig ausgeführt und ist eigenventiliert. Die Übersetzung betrug bei Ablieferung 1:4,33. Bei 700 Volt an der Motorenklemme entwickelte die ersten Motoren an der Welle eine Stundenleistung von 260 PS (192 kW). Die Steuerung der Motoren erfolgt direkt über die Fahrschalter. An den Motorenklemmen liegt je nach Fahrstufe die volle Fahrleitungsspannung an. Die Steuerung besitzt zehn Fahr- und fünf Bremsstufen. Es war von Anfang an eine elektrische Widerstandsbremse eingebaut. Als Triebwagen und Zugbremse ist eine Vakuum-Bremse der Bauart Hardy eingebaut, die auf alle vier Räder wirkt. Zusätzlich ist als Hand- bzw. Feststellbremse eine Handspindelbremse vorhanden. Die Fahrzeugbedienung erfolgt stehend. Die anfängliche Höchstgeschwindigkeit von 45 km/h wurde später auf 50 km/h erhöht. Jedes der 860 mm messenden Treibräder hat einen eigenen Motor.
Die Fahrzeuge besassen an der Stelle des 2. Klasse-Abteils der BCFe 4/4 ein Postabteil mit eigenen Seitentüren. Das 3. Klasse-Abteil hatte 16 Sitzplätzen auf Holzbänken, sie besassen eine Toilette. Im 10 m² grossen Gepäckabteil gab es 10 Notsitze. Das Postabteil war 6 m² gross. Auf der Seite des Postabteils befand sich anstelle einer durchgängigen Einstiegsplattform nur auf einer Seite ein Einstieg zum Führerstand. Die Fahrzeuge besassen im Gegensatz zu den BCFe 4/4 Doppelfenster.
Für die Kommunikation zwischen mehreren Triebfahrzeugen war eine Klingeleinrichtung eingebaut, durch die sich das Fahrpersonal mit festgelegten Zeichen verständigen konnte.

### CFZe 4/4 1003
Der BCFe 4/4 9 erlitt 1907 einen Brandschaden und erhielt einen baugleichen Kasten wie die Nummer 1001 und 1002.

### CFZe 4/4 1004 + 1005
Die 1913 umgebauten BCFe 4/4 10 und 14 unterschieden sich in einigen Details von den 1001–1003. Weil nur das Zweitklassabteil durch ein Postabteil ersetzt und keine zusätzlichen Türen eingebaut wurden, war es nur indirekt zugänglich. Das 6 m² grosse Gepäckabteil blieb unverändert, auch die grossen Fenster und Einstiegsplattform auf der Postabteilseite wurden beibehalten.
Die beiden Fahrzeuge wurden 1956 und 1958 in die Xe 4/4 21II + 22II umgebaut.

### Umbauten, Umbenennungen
Bei der Nummer 1001 wurde 1928 eine Fremdventilation der Fahrmotoren eingebaut, dadurch stieg die Stundenleistung auf 340 PS.
Die Nummer 1001 erhielt 1951 eine Sicherheitssteuerung für den Einmannbetrieb.
1944 ersetzte man einen Lyrabügel durch einen Scherenstromabnehmer.
Die Fahrzeugbezeichnungen änderten wie folgt:
- ab 1956 als BFZe 4/4
- ab 1962 als BDZe 4/4

## Betriebliches
Die Fahrzeuge wurden vorzugsweise für die gemischte Personen-/Güterzüge und zum Transport von Bahnpersonal als Dienstzug benutzt.

### Besonderes
Der Triebwagen 1004 wurde 1945 bei einem Unfall beschädigt, so dass eine grössere Reparatur erforderlich war.
Der Triebwagen 1005 wurde 1947 bei einem Unfall beschädigt, so dass eine grössere Reparatur erforderlich war.

## Verbleib
Alle Fahrzeuge wurden zwischen 1956 und 1970 verschrottet: 1956 (1002) 1967 (Xe 4/4 21 II ex 1004), 1968 (1001), 1970 (1003 und Xe 4/4 22 II ex 1005).